# 露西娅·波塞
露西娅·波塞（義大利語：Lucia Bosè，1931年1月28日—2020年3月23日），原名露西娅·博尔洛尼（Lucia Borloni），意大利女演员。
她在1950年代意大利新现实主义电影中声名鹊起。代表作有《爱情编年史》（Cronaca di un amore，1950年）、《不戴茶花的茶花女》（La signora senza camelie，1953年）、《骑车人之死》（Muerte de un ciclista，1955年）、《这叫做黎明》（Cela s'appelle l'aurore，1956年）等。
2020年，西班牙暴发2019冠狀病毒病疫情後，她於3月23日因感染此病去世。

## 家庭
她于1955年与西班牙斗牛士路易斯·米格尔·多明金结婚，生有三个子女，后于1967年离婚。其子米格尔·波塞是一名歌手。